# Festiwal Orle Gniazdo – Wydanie jubileuszowe
Festiwal Orle Gniazdo – Wydanie jubileuszowe – album muzyczny zawierający utwory różnych wykonawców muzycznych wydany w 2017 r. zamieszczony na jednej płycie kompaktowej. Jest to składanka, na której zamieszczono utwory wielu wykonawców, którzy występowali na festiwalu „Orle Gniazdo”. Pod względem muzycznym dominuje hip-hop i rock, w tym takie nurty muzyczne jak oi!, heavy metal, Rock Against Communism. Generalnie jednak bez względu na styl jest to muzyka tzw. tożsamościowa.

## Historia
W 2013 r. zorganizowano pierwszą edycję festiwalu „Orle Gniazdo”, a rok później, w 2014 r. wydano pierwszą składankę muzyczną związaną z wykonawcami występującymi na tym festiwalu muzycznym. Otrzymała ona tytuł „Festiwal Orle Gniazdo Vol. 1”, Zawierała utwory różnych wykonawców, którzy występowali w pierwszej edycji festiwalu z 2013 r..
Z kolei w 2017 r. ukazała się kolejna publikacja dotycząca festiwalu muzycznego Orle Gniazdo. Ponieważ w tym właśnie roku odbyła się piąta edycja tego wydarzenia, w podtytule wydawnictwa zawarto frazę mówiącą o jubileuszu festiwalu, a cały jego tytuł brzmi „Festiwal Orle Gniazdo – Wydanie jubileuszowe”.

## Album
Album muzyczny „Festiwal Orle Gniazdo – Wydanie jubileuszowe” wydany został w 2017 r., w Polsce, bez wskazania wytwórni muzycznej odpowiedzialnej za to wydawnictwo. ścieżka dźwiękowa zamieszczona została na nośniku danych – jednej płycie kompaktowej. Znalazło się na niej 20 utworów muzycznych różnych wykonawców. Jest to więc album kompilacyjny. Płytę umieszczono w standardowym opakowaniu typu digipack.

## Tytuł
W dostępnych opracowaniach dotyczących albumu prezentowany jest on z tytułem „Festiwal Orle Gniazdo – Wydanie jubileuszowe”. Jednak nieco inaczej album opisany jest na samej obwolucie, a mianowicie na stronie tytułowej okładki znajduje się zamieszczony w dwóch wersach napis „orle gniazdo”, a pod nim w trzecim wersie zapisanej już inną czcionką i wersalikami trzecie słowo „FESTIWAL”. Dalej na dole strony dodano drugi człon tytułu, również wersalikami – „WYDANIE JUBILEUSZOWE”. Był to bowiem rok piątej edycji festiwalu. W niektórych publikacjach, stosując wcześniejszą nomenklaturę, album określany jest jako „Festiwal Orle Gniazdo Vol. 2”.

## Wykonawcy
W albumie zamieszczono utwory różnych wykonawców, po jednym każdego z nich, przy czym dwa utwory to wspólna twórczość dwóch par wykonawców. Są to następujący wykonawcy: All Bandits, Basti, Gan, Heroica, Huzar, Irydion, Kinga Pietrzak, Klipo, Kontratak, Legion Twierdzy Wrocław, Mentoria, MR Obłęd, No Compromise, Nordica, Obłęd, Odwet, Orzeł Biały, Piotr Mazur, Pozytywka, Stalag, Tomasz Kuś, Zadruga. Niektóre utwory zamieszczone w albumie są wykonane wspólnie przez poszczególnych wykonawców. Są to następujące piosenki: „Epitafium Dla Majora Ognia” wykonana przez Kingę Pietrzak i Piotra Mazura, „Poszli Chłopcy Na Powstanie (1921)” wykonana przez Tomasza Kusia i zespół Nordica.

## Muzyka i twórczość
Pod względem muzycznym składanka obejmuje utwory i wykonawców zaliczanych do dwóch głównych gatunków muzycznych: hip-hopu / rap i rocka. W przypadku tego drugiego można wymienić takie style i nurty muzyczne w jego obrębie jak heavy metal, Rock Against Communism, oi!.

## Utwory
| lp. | Wykonawca                   | tytuł                              |
| --- | --------------------------- | ---------------------------------- |
| 1   | Zadruga                     | Moja Przecława                     |
| 2   | All Bandits                 | Wk*#!w Się Rodzi!                  |
| 3   | Irydion                     | Serce i Kotwice                    |
| 4   | Gan                         | Diversity                          |
| 5   | Heroica                     | Łączka Pamięta                     |
| 6   | Basti                       | Jesteśmy Polakami                  |
| 7   | Odwet                       | Samotny łowca                      |
| 8   | Kontratak                   | Szarża Husarii                     |
| 9   | Huzar                       | Polskie Termopile                  |
| 10  | Piotr Mazur, Kinga Pietrzak | Epitafium Dla Majora Ognia         |
| 11  | Legion Twierdzy Wrocław     | Nadejdzie czas                     |
| 12  | MR Obłęd                    | Gdziekolwiek                       |
| 13  | Mentoria                    | Czemu płaczesz ty powstańcze       |
| 14  | No Compromise               | Zdradzona krew                     |
| 15  | Stalag                      | Opcja Wyp@#$%^&@ć                  |
| 16  | Tomasz Kuś, Nordica         | Poszli Chłopcy Na Powstanie (1921) |
| 17  | Obłęd                       | Wierzę W Polskę                    |
| 18  | Klipo                       | Biegnę                             |
| 19  | Pozytywka                   | Avanti Ragazzi di Buda             |
| 20  | Orzeł Biały                 | 11 Listopada                       |

## Oceny i opinie
Składanka muzyki tożsamościowej „Festiwal Orle Gniazdo – Wydanie jubileuszowe” oceniana jest jako pozycja obowiązkowa każdego miłośnika i fana twórczości związanej z tożsamością narodową i patriotyzmem. Docenia się przy tym różnorodność muzyczną, zarówno pod względem prezentowanych przez artystów na płycie stylów i nurtów muzycznych jak i pod względem tekstowym. Na płycie zawarto utwory, które są zarówno autorstwa konkretnych wykonawców prezentujących swój dorobek, jak i utwory tradycyjne, ludowe oraz covery historycznych pieśni patriotycznych czy bardziej współczesnych piosenek. W opiniach docenia się żywe i pełne energii wykonania utworów, bogate brzmienie, wyraźną autentyczność twórczości, przekazu i tego konkretnego występu oraz dobry poziom muzyków, w tym wokalistów, grających podczas festiwalu. Docenia się także w odniesieniu do całokształtu nagrań szerokie instrumentarium wykorzystane oczywiście przez różnych wykonawców w różnych utworach. Oprócz bowiem typowych dla współczesnej muzyki, szczególnie rocka, instrumentów muzycznych w nagraniach można usłyszeć między innymi rzadziej spotykane obecnie, takie jak akordeon, skrzypce i cymbały. Warta odnotowania jest również dobra jakość nagrań.